# La setta dei Golosi
La setta dei Golosi è un romanzo dell'autore italiano Giuseppe Pederiali, uscito postumo nel 2016.

## Trama
Un gruppo di sei individui di varie nazionalità, tutti amanti della buona cucina e con grandi disponibilità economiche (l'inglese Terry Gordon, il basco Juan Maria De Usto, il russo Dimitri Sarokin, lo statunitense Kenneth Dexter, il francese Michel Say e l'italiano Maurizio Speranza) si riuniscono in un lussuoso ristorante dell'Île de la Cité di Parigi. Gordon annuncia agli altri membri del gruppo di essere sulle tracce di un uomo che ricercano da tempo, in quanto sarebbe depositario di un formidabile segreto in grado di dare a chi lo possiede un potere immenso. Il ricercato, che rispondeva al nome di Mario Patti, era impiegato come aiuto-cuoco al ristorante L'Attore di Codigoro, in provincia di Ferrara, dove godeva la fiducia del titolare Franco Malagoli, ma dopo essere stato inquadrato in un servizio televisivo era scomparso senza dare notizie.
A Ferrara, dopo una cena sullo stile della corte estense, Matilde Messi, titolare dell'Osteria della Fola di Finale Emilia, viene aggredita a scopo di rapina da due balordi, che sono messi in fuga dall'intervento di un barbone. Parlando col suo salvatore, che si presenta col nome di Jacopo Rossi, Matilde si rende conto che questi è un esperto di cucina ferrarese antica e gli offre di assumerlo nel suo locale, proposta che viene accettata.
Nella tenuta del conte Baldoni, in provincia di Modena, si deve filmare un servizio per la rete locale Antennaemilia. Il conduttore e gastronomo Cesare Sassi, che aveva preceduto la troupe per fare un sopralluogo, viene trovato morto nella stanza di stagionatura dei salami, con un paio di mutandine femminili infilate nella bocca.
Al banchetto nuziale di Maddalena Corvaglia e Stef Burns, che si tiene nella villa La Personala nei pressi di Mirandola, l'imprenditore tessile Emiliano Boccacci parla al banchiere Ermete Pinca della necessità d'investire nella sua azienda per far fronte alla concorrenza cinese. Matilde, anch'essa tra gli invitati, apprende dalla sua amica Miriam della morte di Cesare Sassi. Tornata al suo ristorante, riceve la visita del commissario Ninni e dell'ispettore Russolo della questura di Modena, giacché Sassi sarebbe passato dall'Osteria della Fola dopo il servizio alla tenuta di Baldoni. Matilde dice di non credere al movente passionale come le mutande in bocca alla vittima suggerirebbero Ninni, a differenza di Russolo, rimane colpito dalle forme e dalla personalità di Matilde. La pista passionale non viene comunque tralasciata dalla polizia, e sebbene sia scartata anche dal cosiddetto Assessore al sesso.
I dipendenti di Matilde le confidano che non hanno mai visto Jacopo mangiare, sebbene trascorra quasi tutto il suo tempo in cucina. Volendo saperne di più sul suo conto, decide di recarsi a Codigoro per parlare con Malagoli, solo per scoprire che è stato trovato morto in un fosso dopo essere uscito di casa nelle prime ore della mattina. Sembrerebbe trattarsi di un incidente; in realtà è stato attirato in un luogo isolato da due malintenzionati sfruttando la sua passione giovanile per l'attrice Clara Calamai. Questi gli hanno chiesto dove fosse il suo dipendente Mario Patti e, non ricevendone risposta, l'hanno ucciso.
L'Osteria della Fola ospita una sfida culinaria che viene trasmessa in televisione. Matilde è visitata ancora dal commissario Ninni, che le confida l'idea di una connessione tra le morti di Sassi e di Malagoli, quindi dallo chef modenese Vittorio Dotti, che le propone di curare insieme un'edizione delle ricette di Cristoforo di Messisbugo. Qualche sera dopo, i due killer di Malagoli vanno a Finale per rapire Jacopo, ma non trovandolo, cercano di far parlare Susy, che però non ne sa niente; prima di andarsene la violentano. Matilde sospetta che i due criminali volessero rubare le pagine del manoscritto del Messisbugo di cui è in possesso. Intanto si appressa la festa di compleanno di Emiliano Boccacci, che si terrà all'Osteria, e come ragazza che esce dalla torta, dato che Susy non è ancora dell'umore giusto, Matilde ingaggia un'altra giovane del posto, Antonietta. Al momento decisivo, però, non fa la sua uscita: viene trovata morta con uno spiedo infilazto nel petto. I responsabili sono due sicari che, volendo eliminare una scomoda testimone, l'hanno scambiata per Susy.
Antonino, chiamato a Finale Emilia per il nuovo delitto, ne discute ancora con Matilde e cena con lei all'Osteria delle Tre Rose di Vittorio Dotti a Modena. Sempre più convinto che Jacopo sia in qualche modo implicato, trova su internet il racconto di un delitto, avvenuto a New York all'inizio del Novecento, che ha molto in comune con quello di Malagoli.
Nella sua successiva visita nel capoluogo, Matilde assiste alla conferenza stampa di Terry Gordon, in città per fare da giudice in un concorso culinario. Lo chef inglese dimostra di conoscere la cuoca emiliana e l'invita a cena; gli parla della "setta" e dello scopo che si è prefissa e le offre di farne parte; accenna poi all'aiuto-cuoco di Matilde, che vorrebbe conoscere. Quando però Gordon si presenta all'Osteria della Fola, Jacopo, a cui Matilde aveva parlato dell'illustre visitatore, è sparito, assieme a Susy che ne è innamorata. I due sono fuggiti con l'auto della ragazza, ma durante una sosta in autostrada vengono intercettati dai due killer che li seguivano; intervengono però altri due inseguitori, che ne uccidono uno e fanno scappare l'altro, costringendo Jacopo e Susy a seguirli. Vengono condotti in Provenza, nella tenuta della produttrice vinicola Maria Prutzky. Dalle sue parole Susy apprende la verità su Jacopo: egli è vivo da tempo immemorabile per aver mangiato l'ambrosia, il cibo che preparava per gli dei, e che per punizione non ha più la possibilità di fare attività piacevoli come mangiare, bere e avere rapporti sessuali, come il mitico Tantalo. La richiesta della Prutzky è che Jacopo prepari l'ambrosia per lei e per gli altri membri della setta; in caso contrario si vendicherà su Susy. Jacopo/Tantalo e Susy riescono però a fuggire facendo credere ai loro carcerieri di essere sul punto di suicidarsi; si rifugiano da Adrien Legrand, un ristoratore della Camargue presso il cui nonno Jacopo aveva lavorato nel secondo dopoguerra. Adrien però li tradisce e chiama la Signora del Vino, per la quale Jacopo infine accetta di preparare l'ambrosia. Nel frattempo, Gordon e Sarokin rimangono uccisi a Barcellona dall'esplosione di un'autobomba, la cui responsabilità è attribuita ai separatisti ceceni acerrimi nemici del petroliere russo ma in realtà è di Maria Prutzky, che vuole ridurre la platea degli eletti alla vita eterna.
Ninni e Matilde condividono le loro scoperte: l'omicidio di Sassi è avvenuto per una questione non di donne ma di denaro, probabilmente ad opera di Dotti che finanziariamente non se la passa bene per una serie d'investimenti sbagliati ed era ricattato da Sassi. Dotti viene così arrestato al termine della gara di aratura vinta da Emiliano Boccacci, disposto a testimoniare che l'aveva visto introdursi la mattina presto nella villa di Baldoni, mentre egli si stava esercitando per la gara.
Gregorio, il killer superstite di Malagoli, in cambio di soldi rivela a Matilde dove si trovano i dipendenti di lei. Con la polizia la cuoca si reca al castello della Prutzky, da cui la proprietaria, che ormai ha avuto ciò che desiderava, lascia andare liberamente i suoi ospiti. La Signora del Vino si reca in Inghilterra, al ristorante Fat Duck di Bray per incontrare Maurizio Speranza, che cercava disperatamente il cibo degli dei in quanto malato terminale di tumore. Questi, per un malinteso, spara a Maria uccidendola.
Jacopo torna a lavorare all'Osteria della Fola con Susy, che porta in grembo il loro figlio. Grazie all'amore, la maledizione è svanita: i suoi capelli hanno preso a imbiancarsi e può tornare a gustare i cibi e le bevande.

## Personaggi

### La setta
- Terry Gordon: inglese, il più anziano e attivo del gruppo, gran gourmet, storico dell'arte culinaria.[2]
- Juan Maria De Usto: basco (cittadino spagnolo, ma guai a ricordarglielo!), chef, proprietario di mezza dozzina di ristoranti sparsi per la Spagna.[2]
- Dimitri Sarokin: russo, petroliere, ex funzionario del Partito comunista dell'Unione Sovietica: aveva trascorso l'intera vita a gustare la classica cucina russa (dal boršč alle crocchette di pollo alla Pozarskij) e a prepararsi alla controrivoluzione che gli avrebbe consentito di trasformarsi da alto esponente del partito in alto esponente del capitalismo mondiale.[2]
- Kenneth Dexter: statunitense di Chicago [...], editore, proprietario di un quotidiano, tre settimanali e due reti televisive.[2]
- Michel Say: francese, imprenditore di successo nel settore import-export: il suo breve cognome appariva sul dieci per cento dei container in giro per il mondo.[2]
- Maurizio Speranza: italiano, umbro, produttore di paste alimentari e proprietario di vasti terreni agricoli.[2]
- Maria Prutzky detta la Signora del Vino: produttrice di vino di origine ungherese, con grandi proprietà in Provenza. Bella, anche se un poco mascolina nei tratti e nei gesti. Tra i quaranta e i cinquant'anni.[3]

### L'Osteria della Fola
- Matilde Messi: titolare e chef dell'Osteria della Fola. Suo padre era un maresciallo dei Carabinieri. È trentacinquenne e pesa 99 kg. Ritiene di essere discendente dal cuoco di epoca rinascimentale Cristoforo di Messisbugo.
- Adele: cuoca.
- Filippo: cameriere e allievo cuoco.
- Susanna Conti detta Susy: allieva cuoca e cameriera. Ha avuto in passato una storia con Cesare Sassi.
- Tantalo, alias Joseph Dubois, alias Philip Poirel, alias Mario Patti, alias Jacopo Rossi

### Le forze dell'ordine
- Antonino Ninni: commissario di polizia di Modena, originario di Campobasso, scapolo sulla quarantina.
- Russolo: trentenne ispettore di polizia in forza alla questura di Modena, coniugato.
- Camilla Cagliostri e Nanda Violo: ispettori di polizia in forza alla questura di Modena, inviate ad indagare sulla biancheria trovata in bocca a Cesare Sassi.
- Antonio Bellomi: medico dell'Istituto di Medicina legale di Modena.

### Altri personaggi
- Franco Malagoli, detto l'Attore: titolare del ristorante L'Attore di Codigoro, ottantacinquenne all'epoca dei fatti. Deve il suo soprannome al fatto di essere stato, in gioventù, una comparsa nel film di Luchino Visconti Ossessione.
- Il conte Baldoni: proprietario terriero, produttore di vino, aceto balsamico e salumi.
- Hari: indiano sikh, uomo di fiducia di Baldoni.
- Cesare Sassi: titolare della rubrica di gastronomia ed enologia di Antennaemilia, e collaboratore di alcune riviste cartacee, conosciuto a livello nazionale.[4] Era un bravo giornalista televisivo [...], bello e telegenico, forse un po' troppo pieno di sé e condiscendente con i ricchi e potenti, o presunti tali.[5]
- Carla e Franco: rispettivamente giornalista e cameraman di Antennaemilia, scoprono il cadavere di Sassi nella cantina di Baldoni.
- Emiliano Boccacci: imprenditore carpigiano del settore tessile.
- Miriam: moglie di Emiliano Boccacci, già compagna di scuola di Matilde.
- Donato Boccacci: fratello di Emiliano, possidente terriero.
- Ermete Pinca: industriale della ceramica e presidente del Banco Rurale dell'Emilia Romagna.
- Antonio Artioli detto l'Assessore al sesso: assicuratore di Finale Emilia. Deve il suo soprannome al suo interesse per i pettegolezzi piccanti.
- Valerio Dotti: chef titolare della trattoria Tre Rose di Modena.
- Diana Sordelli detta Lansa (dall'agenzia di stampa ANSA): pasticcera di Finale Emilia. Realizza la torta di compleanno di Emiliano Boccacci e rivela a Matilde che dietro il finanziamento concessogli da Ermete Pinca vi è la condivisione di sua moglie Miriam col banchiere.
- Antonietta: ragazza nella torta alla festa di compleanno di Emiliano Boccacci.
- Verbena Carassiti: donna dei segni a cui Matilde si rivolge in un momento di dubbio.
- Gregorio e Frank: killer romeni assoldati da Gordon per rapire Jacopo Rossi.
- Adrien Legrand: titolare del Mas du Soleil, albergo-ristorante nella Camargue.

### Personaggi realmente esistenti
- Maddalena Corvaglia: ex velina di Striscia la notizia, che si sposa nel castello di Mirandola.
- Elisabetta Canalis: ex velina di Striscia la notizia, testimone di nozze della Corvaglia .
- Stef Burns: chitarrista, sposo di Maddalena Corvaglia.
- Vasco Rossi: cantautore, celebra il matrimonio di Burns e della Corvaglia con delega del sindaco.
- Stefano Marchetti: giornalista del Resto del Carlino, presente alla conferenza stampa di Terry Gordon.

## Rapporti con altre opere
L'Osteria della Fola gestita dalla protagonista faceva da sfondo ai racconti dell'omonima raccolta.
Nel libro sono nominati Camilla Cagliostri, protagonista di altri romanzi gialli dello stesso autore, ed altri personaggi di contorno che vi comparivano.
La caratteristica di Tantalo di non invecchiare e la presenza della  "donna dei segni" rimandano all'altro romanzo di Pederiali Il drago nella fumana.

## Edizioni italiane
- Giuseppe Pederiali, La setta dei Golosi, Narratori moderni, Milano, Garzanti, 2016,  p. 294, ISBN 978-88-11-68922-5.